# Пејнсвил (Минесота)
Пејнсвил (енгл. Paynesville) град је у америчкој савезној држави Минесота.

## Демографија
По попису из 2010. године број становника је 2.432, што је 165 (7,3%) становника више него 2000. године.
| Група             | 2000.         | 2010.         |
| Белци             | 2.218 (97,8%) | 2.331 (95,8%) |
| Афроамериканци    | 1 (0,0%)      | 12 (0,5%)     |
| Азијати           | 7 (0,3%)      | 10 (0,4%)     |
| Хиспаноамериканци | 29 (1,3%)     | 54 (2,2%)     |
| Укупно            | 2.267         | 2.432         |